# Flaminio Torri
Flaminio Torri (Bologna, 19 maggio 1620 – Modena, 6 agosto 1661) è stato un pittore italiano.

## Biografia

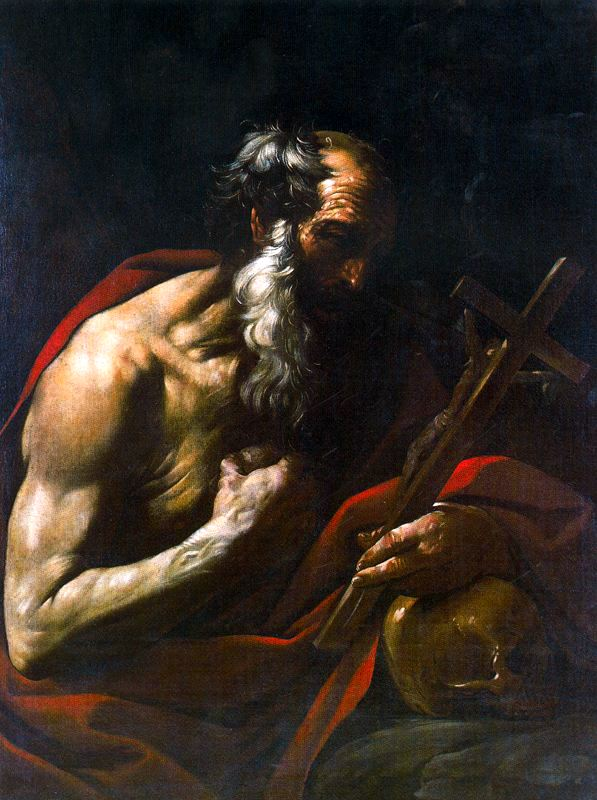
San Girolamo penitente

Allievo di Giacomo Cavedoni prima e di Simone Cantarini poi, alla morte di quest'ultimo ne ereditò la bottega insieme a Lorenzo Pasinelli. 
Opera nei primi anni a Bologna realizzando l'Adorazione dei Magi del museo di San Giuseppe e la Deposizione a lume notturno della Pinacoteca Nazionale. Tra le opere più significative della sua produzione pubblica la pala d'altare Sant'Antonio e il Bambino Gesù della chiesa dell'Osservanza a Imola.
Come molti altri artisti del periodo, in un periodo di scarse richieste da parte della committenza pubblica, si dedicò alle richieste dei privati, all’occorrenza come copista, restauratore e perito, e occupandosi delle mansioni di un artista di corte. Tra le committenze private, per le quali esegue numerose sacre famiglie e mezze figure di vario soggetto, vanno ricordate alcune versioni del San Francesco in estasi, la Sacra Famiglia di Dresda, una Madonna con Bambino in Collezione Amata, e una serie di tele conservate nella Galleria Pallavicini. Successivamente il pittore si trasferì a Modena al servizio di Alfonso IV d'Este con l'incarico di soprintendente alle collezioni.
Nel 1659 si trasferisce a Modena, dove morì il 6 agosto 1661. Venne sepolto nella chiesa di San Vincenzo.

## Stile
La composizione e lo stile utilizzati mostrano affinità con le influenze della pittura veneta e sensibilità luministiche di notevole effetto naturalistico, in linea con il gusto pittorico seicentesco.

## Opere
- Giuditta
- Gesù bambino dormiente
- Adorazione dei Magi
- Madonna con bambino
- Deposizione

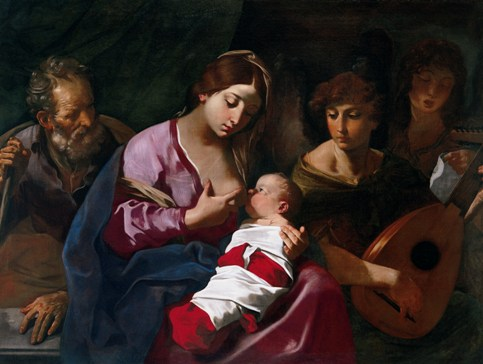
Sacra Famiglia con angeli musicanti

- Sant'Antonio e il Bambino dormiente
- Sant'Antonio e il Bambino Gesù
- La Maddalena
- Sacra Famiglia con angeli musicanti